# Autostradan, Huskvarna
Ej att förväxla med Autostradan Malmö–Lund

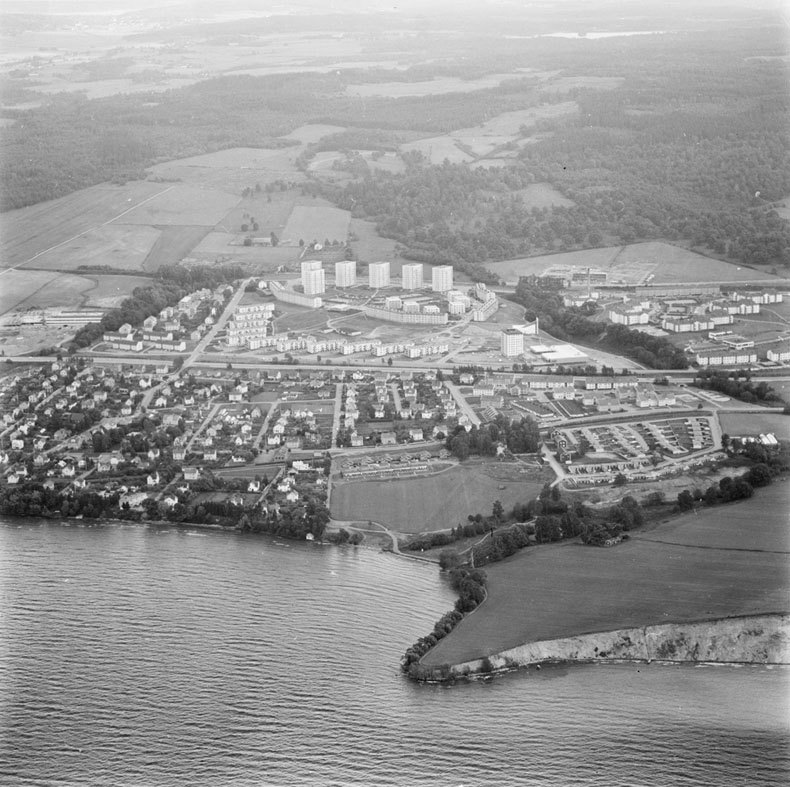
Vättersnäs och Österängen sedda från Vättern, 1966. Autostradan går som ett band tvärs över bilden. Längst ned till höger syns Rosenlundsbankarna.

Autostradan var en fyrfilig landsväg som byggdes under andra hälften av 1940-talet mellan Jönköpings östra utfart i Österängen och Huskvarnas västra utfart vid Kavlabron. Den var en del av Riksväg 1 mellan Stockholm och Helsingborg och ersatte en del av denna huvudvägs genomfart genom tättbebyggt område vid gränsen mellan de två städerna.
Vägen hade en standard som var mycket hög för sin tid, men hade plankorsningar och därmed inte full motorvägsstandard. Den sattes med gatsten, något som snart efteråt generellt  övergavs för landsvägar till förmån för asfalt (och för den 1953 invigda Autostradan Malmö och Lund) av betong.
Sträckan var drygt två kilometer och vägen gick – till skillnad mot den spikraka elva kilometer långa Autostradan i Skåne – i en stor båge runt de bebyggda områden Sanna i Huskvarna och Vättersnäs i Jönköping.
I västra ändan anslöt autostradan som en förlängning till Rosenlundsgatan och i den östra ändan till en trafikplats med anslutningar till den norrgående Riksväg 1 i Grännavägen, den gamla vägen mot Jönköping genom Vättersnäs samt till infartsgatorna Jönköpingsvägen och Odengatan mot Huskvarna centrum.
Riksväg 1, från 1962 omskyltad till E4, på sträckan Huskvarna–Jönköping byggdes om 1959–1967 till motorvägsstandard.. Den öppnade för trafik 1968. Den fick då också en trafikplats halvvägs mellan Jönköping och Huskvarna, med en ny huvudinfart direkt till Esplanaden med den nya fyrfiliga Esplanadbron över Huskvarnaån. Den tidigare sträckningen behölls, utom i den västra ändan, där vägen böjdes av mot sydväst för att knyta an till en nybyggd motorvägsdel i en båge runt bland annat Rosenlund i Jönköping.

## Bildgalleri

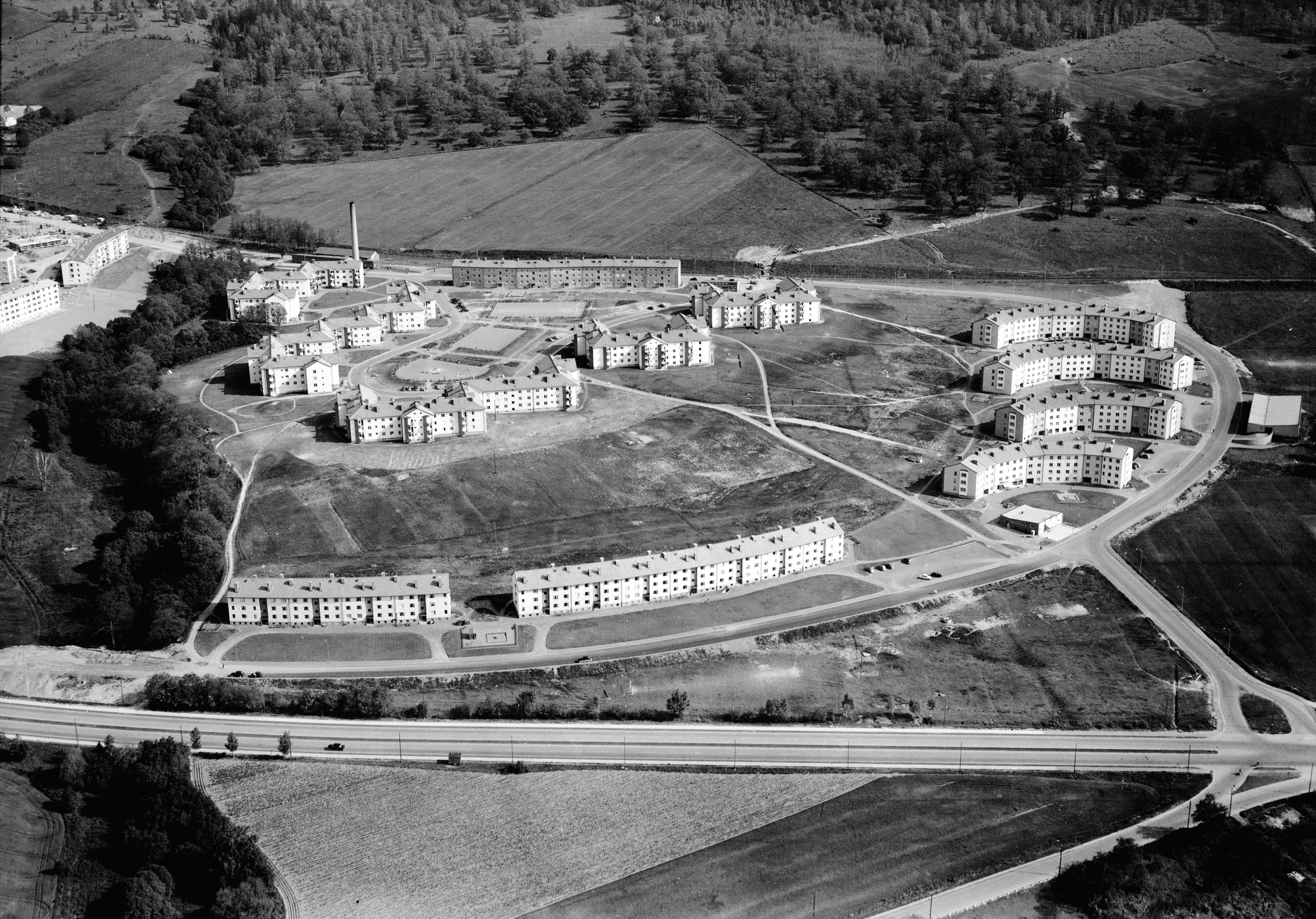
Österängen, 1956, med den dåvarande trafikplatsen Österängen nedtill till höger
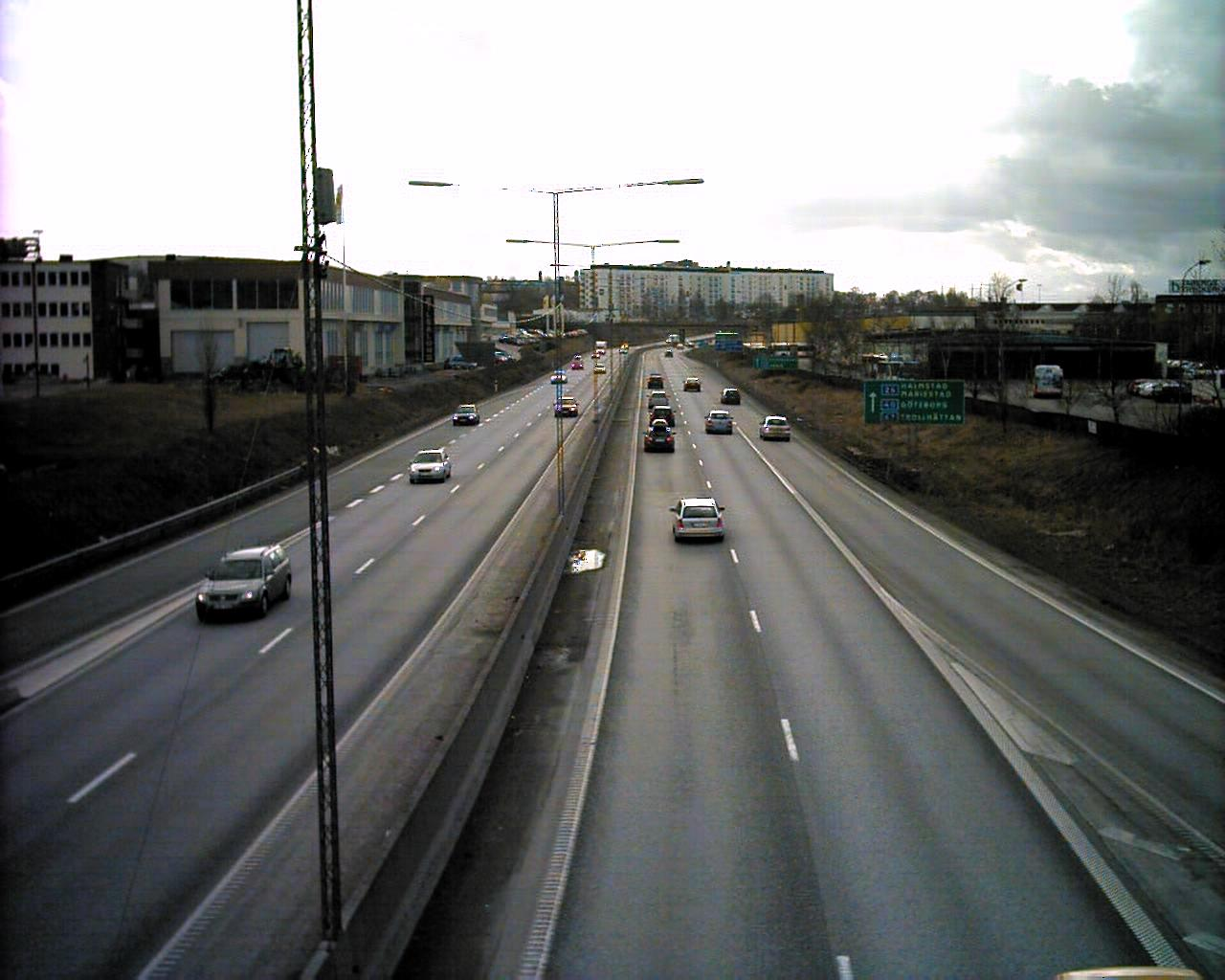
E4 sedd mot Österängen på Autostradans tidigare sträckning